# آزتک C
آزتک C یک کامپایلر زبان سی برای Apple II DOS, MS-DOS, Commodore 64, ProDOS, Atari ST , CP/M-80 است.

## تاریخچه
سیستم‌های نرم‌افزاری مانکس شامل نیو جرسی و شروبری کامپایلرهای c را از ابتدای دهه ۱۹۸۰ تولید کرد که توسعه دهندگان حرفه ای را هدف قرار داده بود و برای سیستم عامل‌های مختلف و از جمله رایانه‌های شخصی و مک استفاده می‌شد.
ساخت سیستم‌های نرم‌افزاری مانکس توسط هری ساکو با همکاری توماس فنویچ و جیمز گودنو دو توسعه دهنده اصلی شروع شد. ساکو شروع به پیش‌بینی رشد قریب‌الوقوع چندین شرکت رایانه ای شخصی در مقایسه با شرکت‌های خاص نرم‌افزاری کرد و دریافت که تقاضا برای کامپایلرها به وجود آمده و او خود را از همکاری با شرکت‌های دیگر منصرف کرد تا مانکس و آزتک c را دنبال کند.
ساکو مسئولیت بخشی بیزنسی شرکت را بر عهده گرفت پ فنویچ بر روی توسعه کامپایلرهای فرانت-اند و گودنو بر روی توسعه بک-اند تمرکز کرد. توسعه دهنده دیگری به نام کریس میسی با آن‌ها هنگامی که بر روی توسعه 80XX و دیگر زمینه‌ها کار می‌کردند، همکاری داشت.
نام مانکس از روی لیستی از اسامی گربه‌ها نه به خاطر دلیل خاص بلکه به خاطر اینکه ساکو به آن نام علاقه داشت انتخاب شد.
یکی از دلایل پیروزی زود هنگام آزتک سی، پشتیبانی از نقاط شناور برای کامپایلر Z80 که مدت کوتاهی پی از آن به Apple II اضافه شد. ساکو اصرار بر اضافه کردن نقاط شناور داشت.
در طول انتقال به ANSI در سال ۱۹۸۹، رابرت شری در آن زمان با مانکس همکاری می‌کرد و به معیارهای استاندارد علاقه‌مند بود، آنها را به عضویت در کمیته ANSI درآورد اما مدت کوتاهی پس از آن از سمت خود خارج شد. وی همچین پس از ترک فنویچ و چریس میسی اشکالات متعددی را در آزتک سی وجود داشت بر طرف کرد.
در این زمان ماکروسافت رقبای خود را در حوزه کامپایلر سی مورد هدف قرار می‌داد و آزتک سی از بازار کامپایلر IBM-P خارج شد و به دنبال آن خروج، رقابت با Appls's MPW C بر روی مکینتاش و Lattice C بر روی Amiga پس از اینکه SAS آنها را خرید شروع شد.
در سال ۱۹۸۹ توماس فنویچ از آنجا بیرون رفت تا با ماکروسافت کار کند و جیمز گودنو گهگاهی در آزتک c کار می‌کرد اما در حال پیگیری پروژه‌های خارج از شرکت بود و پس از مدتی به‌طور کامل شرکت را ترک کرد. ساکو حدود ۲۰ نفر را در آن زمان استخدام کرد. چریس میسی به عنوان مشاور بازگشت اما سر انجام له عنوان مشاور ارشد با یک شرکت دیگر شروع به همکاری کرد. مایک اسپیل به عنوان توسعه دهنده به همراه جف داویس به مانکس پیوست.
در طول دهه ۱۹۹۰، آنها همچنان بر روی آزتک سی کار می‌کردند. پس از سقوط سهم آنها از بازار آنها سعی کردند تا به صورت تخصصی بر روی embedded systems develompment کار کنند اما خیلی دیر شده بود. چند سال بعد نیز کم‌کم حضور آن‌ها بر روی پلتفرم‌های مختلف کاهش پیدا کرد.
در آخر جف دویس و مایک اسپیل به ساکو کمک کردند تا کمپانی را سر پا نگه دارند تا آنجایی که ساکو شرکت را به‌طور کامل تعطیل کرد. ساکو هنوز صاحب حق انتشار و کپی آزتک c است.
بعضی از توسعه دهندگان حرفه‌ای از کامپایلر آزتک C استفاده می‌کنند تا زمانی که به صورت عملیاتی غیرقابل استفاده و منقرض شد.

## میراث
آزتک سی همچنان حقوق کپی رایت خود را حفظ کرده و در مجامع عمومی قرار نگرفته‌است. ساکو کسی است که مانکس را با همکاری فنویچ و گودنو شروع کرد و صاحب تمامی حقوق کپی رایت این سیستم است.
حداقل دو نسخه اینترنتی منتشر شده رایگان برای کامپایلرهای بومی آزتک c برای Apple II موجود است. یکی برای Apple II DOS 3.3 و دیگری برای Apple II ProDOS 8.5 و نسخه رایگان سوم از کامپایلر آزتک c برای Commodore Amiga موجود است. چهارمین نسخه رایگان از آن برای کامپایلرهای بومی MS-DOS 8086 و یک نسخه پنجم برای کامپایلرهای متقابل MS-DOS برای Apple II ProDOS8 وجود دارد.